# Gaddankeri, Bagalkot
Gaddankeri là một làng thuộc tehsil Bagalkot, huyện Bagalkot, bang Karnataka, Ấn Độ.